# الطفل 44
الطفل 44 (بالإنجليزية: Child 44)‏ هو فيلم إثارة تم إنتاجه في التشيك والولايات المتحدة وصدر في سنة 2015.
وهو مقتبس من رواية تحمل نفس الاسم للكاتب الإنكليزي السويدي توم روب سميث توم روب سميث والتي تم نشرها سنة 2008. وتم تعريب الرواية ونشرها تحت اسم (رجل النظام البوليسي) سنة 2011.
الفيلم من إخراج دانيال اسبينوزا وكتابة ريدلي سكوت. من بطولة توم هاردي وغاري أولدمان ونومي رابيس وجويل كينمان وجيسون كلارك.

## القصة
في الاتحاد السوفيتي في عام 1953، نقابل الضابط الشاب (ليو ديميدوف)، وهو أحد أعضاء الشرطة السرية المغضوب عليهم من القيادة، فقد سلطته ومكانته ومنزله إثر رفضه لإدانة زوجته (رايسا) بخيانة البلاد، فنُقل من العاصمة إلى مقاطعة نائية. معًا سينضم الزوجين إلى الجنرال (ميخائيل نيستروف) ليحققوا في قضية قاتل متسلسل يغتال الأطفال الصغار، وفي مهمتهم تنكشف لهم أسرار مروعة لها علاقة بالنظام السياسي نفسه.

## الميزانية والإيرادات
بلغت تكلفة إنتاج الفيلم حوالي 50 مليون دولار بينما حقق أرباحا تقدر بـ 3.3 مليون دولار.

## وصلات خارجية
- الطفل 44 على موقع IMDb (الإنجليزية)
- الطفل 44 على موقع ميتاكريتيك (الإنجليزية)
- الطفل 44 على موقع روتن توميتوز (الإنجليزية)
- الطفل 44 على موقع نتفليكس (الإنجليزية)
- الطفل 44 على موقع قاعدة بيانات الأفلام العربية
- الطفل 44 على موقع ألو سيني (الفرنسية)
- الطفل 44 على موقع Turner Classic Movies (الإنجليزية)
- الطفل 44 على موقع أول موفي (الإنجليزية)
- الطفل 44 على موقع بوكس أوفيس موجو (الإنجليزية)
- الطفل 44 على موقع فيلمافينيتي (الإسبانية)